# Bernardo Suaza
Suaza  Arango est un nom espagnol. Le premier nom de famille, en général paternel, est Suaza ; le second, en général maternel, souvent omis, est Arango.
Bernardo Suaza Arango, né le 28 novembre 1992 à El Retiro (dans le département d'Antioquia), est un coureur cycliste colombien.

## Biographie
En 2013, Bernardo Suaza rejoint le haut-niveau amateur colombien en signant pour GW Chaoyang-Envía-Gatorade. Cette année-là, il remporte le classement des moins de 23 ans de la Clásica Héroes de la Patria et termine quatrième des championnats de Colombie de VTT cross country espoirs.
Ces quelques résultats lui permettent de rejoindre l'équipe UCI 472-Colombia pour la saison 2014. Ainsi, avec cette équipe il dispute de nombreuses courses de l'UCI Europe Tour. Il se révèle pour la première fois aux observateurs européens lors de la Ronde de l'Isard d'Ariège, dans les dix premiers lors des difficiles arrivées à Goulier et Bagnères-de-Luchon, il termine ainsi cinquième du classement général de cette course. Il se fait encore remarquer deux mois plus tard au Portugal au Trophée Joaquim-Agostinho, où il porte durant une journée le maillot de meilleur jeune.
Ces accessits lui permettent de pouvoir espérer un bon résultat sur l'une des courses phares du calendrier espoir européen le Tour de la Vallée d'Aoste. En effet, après un prologue bien maîtrisé, il finit à Breuil-Cervinia quatrième de l'étape dans le même temps que le vainqueur Manuel Senni. Le lendemain, Suaza craque un peu et lâche plus de trente secondes sur le vainqueur du jour, mais peut toujours penser à la victoire en étant second du général. Mais, la veille de l'arrivée sur une étape vallonnée, Suaza reprend quinze secondes au maillot jaune Manuel Senni et s'empare de la tunique qu'il ne lâchera pas, puisque le lendemain lors du contre-la-montre en côte marquant la clôture de l'épreuve il n'est devancé que par Ildar Arslanov et Oskar Svendsen tous deux loin au général. Ainsi, en remportant le Tour de la Vallée d'Aoste Suaza devient le second colombien après Alex Cano à remporter cette course, et se pose comme un futur grand coureur de course à étapes. Après cette victoire, Suaza réalise une fin de saison discrète, avec comme principal résultat une douzième place à la Prueba Villafranca de Ordizia.
À la fin de la saison 2014, l'équipe 472-Colombia devient Manzana Postobón et n'est plus UCI. Cela signifie pour Suaza, un programme de course moins dense et se déroulant en Colombie. Ainsi, en 2015 Suaza réalise une saison discrète. On peut néanmoins relever sa septième place lors de la Vuelta a Cundinamarca et surtout sa troisième position lors de la onzième étape du Tour de Colombie après une longue échappée.

## Palmarès sur route

### Par années
- 2014
  - Classement général du Tour de la Vallée d'Aoste
- 2019
  - 1re étape du Tour du Panama
- 2020
  - 1re étape du Tour de Colombie
- 2021
  - 2e de la Clásica de Rionegro
- 2022
  - Clásica de Marinilla
    - Classement général
    - 1re étape
- 2023
  - 2e étape de la Clásica de Fusagasugá
  - 1re étape de la Clásica de El Carmen de Viboral
  - 3e de la Clásica de El Carmen de Viboral
- 2025
  - 3e étape de la Volta a Goias

### Résultats sur les grands tours

#### Tour d'Espagne
1 participation
- 2017 : 49e

### Classements mondiaux
| Année                                 | 2014 | 2015 | 2016  | 2017  | 2018  | 2019 | 2020 | 2021  | 2022  | 2023 | 2024  |
| ------------------------------------- | ---- | ---- | ----- | ----- | ----- | ---- | ---- | ----- | ----- | ---- | ----- |
| Classement mondial                    |      |      | 2184e | 1277e | 1201e | nc   | nc   | 1390e | 2117e | nc   | 1437e |
| UCI Europe Tour                       | 214e | nc   | 1675e | 1468e | 1201e |      |      |       |       |      |       |
| UCI Asia Tour                         | nc   | nc   | nc    | 315e  | 253e  |      |      |       |       |      |       |
| UCI America Tour                      | nc   | 447e | 524e  | nc    | nc    | nc   | nc   | 218e  | 350e  | nc   | nc    |
|                                       |      |      |       |       |       |      |      |       |       |      |       |
| Légende : nc = non classéSource : UCI |      |      |       |       |       |      |      |       |       |      |       |

## Palmarès en VTT

### Championnats panaméricains
- Conceição do Mato Dentro 2022
  -  Médaillé d'or du VTT marathon